# Ernst Jacobsson (politiker)
Ernst Jacobsson, född 25 maj 1897 i Sala, Västmanlands län, död 18 december 1966 i Sala, var en svensk rådman och socialdemokratisk politiker.
Jacobsson var ledamot av riksdagens andra kammare från 1950 till 1964, invald i Västmanlands läns valkrets. Han var även landstingsman från 1947.